# Forholdets natur
Forholdets natur er en retskilde; omend en meget omstridt og kritiseret retskilde og den lavest rangerende retskilde. Ikke alle jurister anvender termen, og modstandere af at anvende begrebet finder, at forholdets natur har et uklart indhold.
Forholdets natur er nævnt i enkelte bestemmelser i retsplejeloven; bl.a. i §§ 207 og 210.
Forholdets natur omfatter løse betragtninger af bl.a. afvejning af modstående hensyn samt evt. rimelighedsbetragtninger.

## Retskildens indhold
Forholdets natur kan også betegnes som juridisk sund fornuft, eller rimelighed eller retstradition eller friere overvejelser om retlige principper. Forholdets natur er et udtryk for at inddrage retsfølgens konsekvenser i overvejelser om domsafsigelse, altså reale hensyn. Anders Sandøe Ørsted henviste ofte til forholdets natur.
To bøger i den juridiske litteratur finder begrebet Forholdets natur sigende
Ifølge Carsten Munk-Hansen består forholdets natur i at træffe en juridisk afgørelse, som angår et tilfælde, der ikke lader sig løse med skrevne retskilder, som love og retspraksis; ligeledes er såvel retsgrundsætninger og retssædvaner tavse om den juridiske problemstilling. I så fald anvender dommeren forholdets natur (også kaldet reale hensyn) for at nå frem til en afgørelse. I anvendelsen af forholdets natur indgår et retligt skøn og en afvejning af forskellige modstående hensyn. Det tungestvejende hensyn danner grundlag for den mest rimelige afgørelse. Peter Mortensens bog Sikkerhed i fast ejendom anvender også begrebet forholdets natur i betydning afvejning.

## Forholdets natur i forvaltningsret
I dag anvendes begrebet forholdets natur især indenfor forvaltningsret. Ifølge professor Karsten Revsbech m. fl. er forholdets natur væsentligt for udvikling af forvaltningsretlige retsgrundsætninger. Forholdets natur udgør kommunalfuldmagtens retlige grundlag.